# Kojovice
Kojovice jsou malá vesnice, část obce Kropáčova Vrutice v okrese Mladá Boleslav. Nachází se 5,5 kilometru jihozápadně od Kropáčovy Vrutice. Vesnicí protéká Košátecký potok. Prochází tudy železniční trať Praha–Turnov. Kojovice jsou také název katastrálního území o rozloze 4,62 km².

## Historie
První písemná zmínka o vesnici pochází z roku 1544.

## Galerie

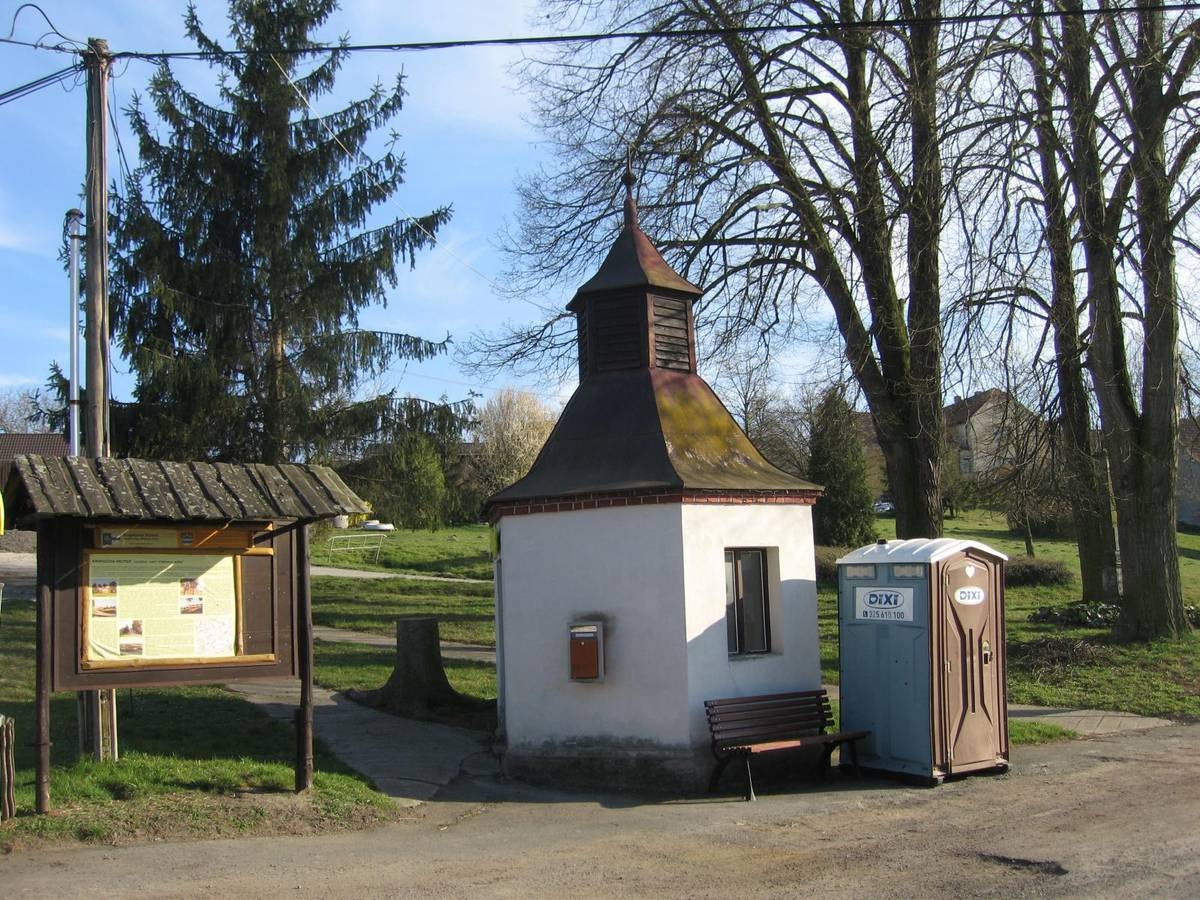
Kaplička na návsi
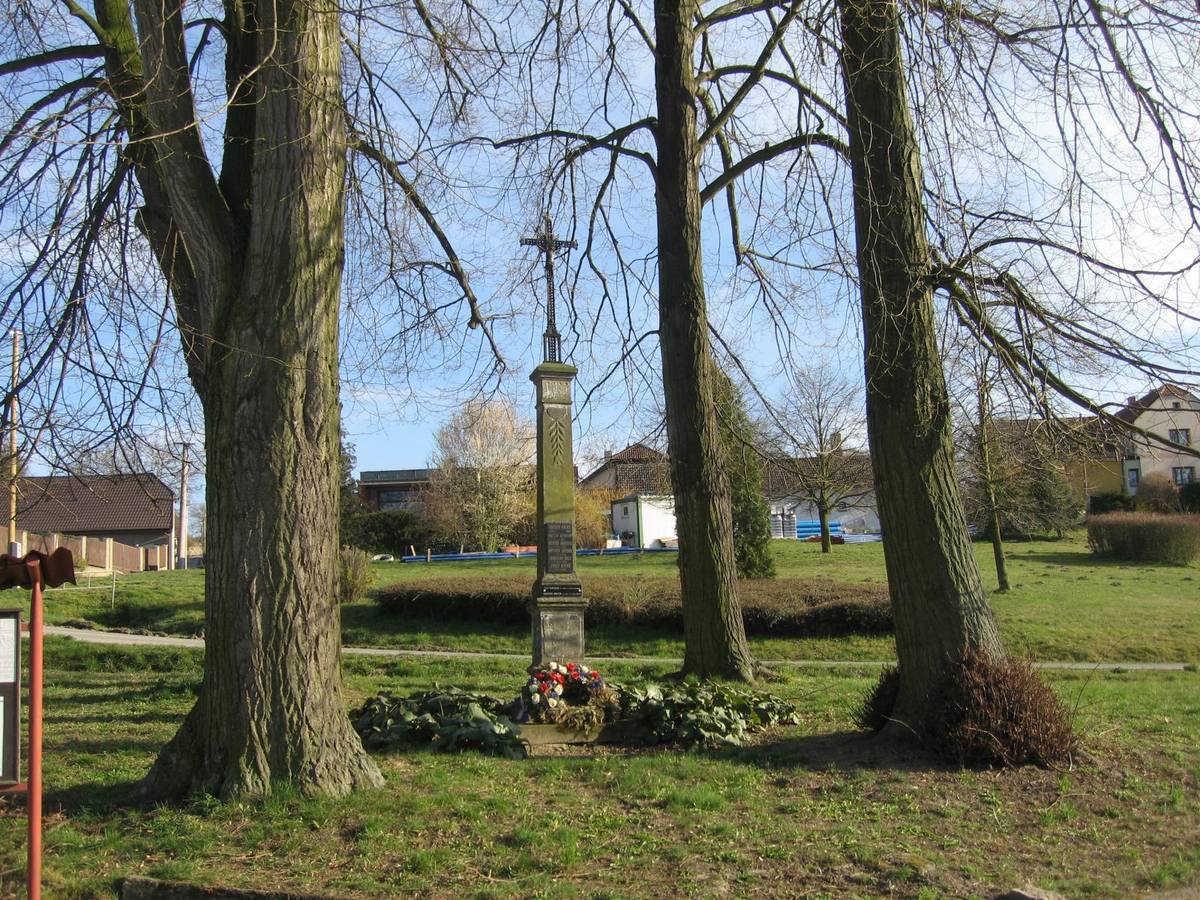
Pomník padlým v první světové válce
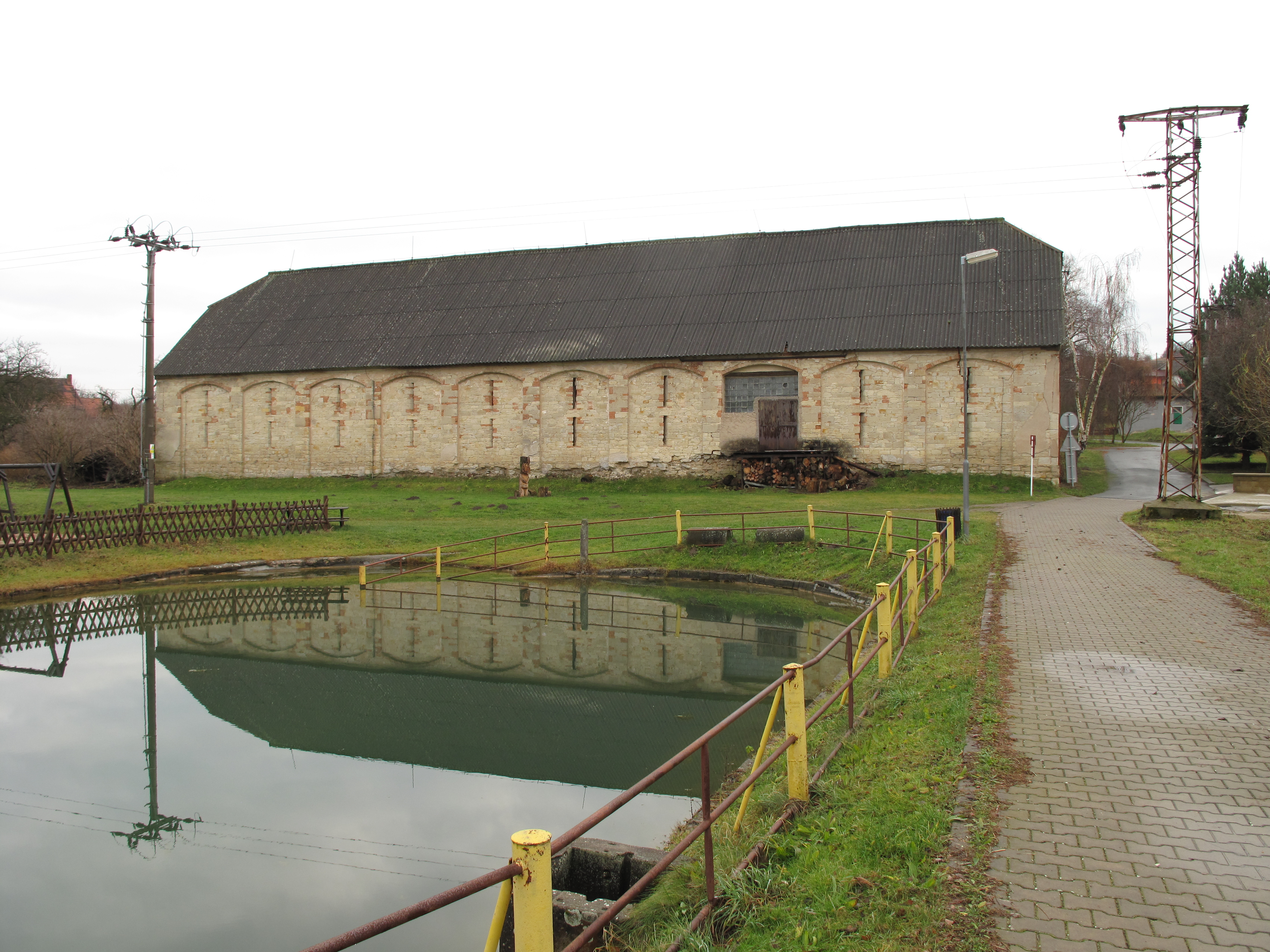
Rybník a stodola
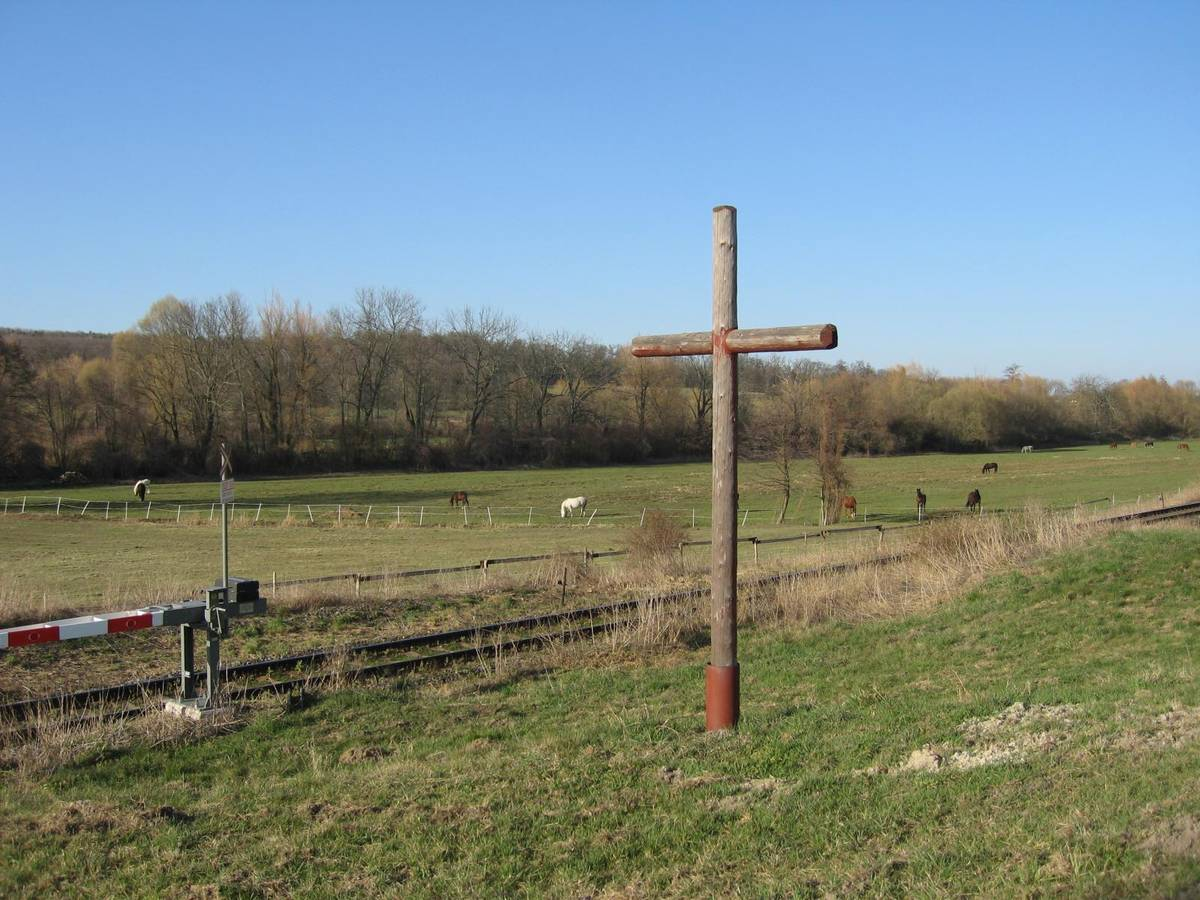
Kříž mezi tratí a silnicí západně od Kojovic